# Ameletus velox
Ameletus velox är en dagsländeart som beskrevs av Dodds 1923. Ameletus velox ingår i släktet Ameletus och familjen Ameletidae. Inga underarter finns listade i Catalogue of Life.